# 鸭池河
鸭池河位于贵州省中部，是贵州第一大河乌江的中游。发源于乌蒙山。清镇市与黔西县、黔西县与修文县分别以鸭池河为分界。